# گیلبرت اسمیت
گیلبرت اسمیت (به انگلیسی: Gilbert Smith) بازیکن فوتبال زادهٔ ۲۵ نوامبر ۱۸۷۲ اهل کشور انگلستان بود که سابقهٔ بازی در تیم ملی فوتبال انگلستان را در کارنامهٔ خود دارد. وی در تاریخ ۲۵ فوریه ۱۸۹۳ نخستین بازی ملی خود را در مقابل تیم ملی فوتبال ایرلند انجام داد و با حضور در ۲۰ بازی ملی، در تاریخ ۳۰ مارس ۱۹۰۱ واپسین بازی ملی‌اش را در برابر تیم ملی فوتبال اسکاتلند برگزار کرد.
این بازیکن توانسته در بازی‌های ملی، ۱۱ گل به ثمر برساند.